# Isidore Barbarin
Isidore John Barbarin (* 24. September 1872 in New Orleans; † 12. Juni 1960 ebenda) war ein US-amerikanischer Kornettist und Althorn-Spieler des New Orleans Jazz.
Barbarin begann mit fünfzehn Jahren Kornett zu spielen. Er war in der Onward Brass Band, der Excelsior Brass Band und der Tuxedo Brass Band von Papa Celestin. Hauptberuflich war er Pferdekutscher.
Seine erste Aufnahme machte er 1945 mit einer Band unter Leitung von Bunk Johnson (Bunk´s Brass Band, er spielte dort Althorn, aufgenommen im Haus von George Lewis) und 1946 nahm er mit der Original Zenith Brass Band auf (als Mellophon-Spieler).
Seine vier Söhne waren ebenfalls Musiker: die Schlagzeuger Paul Barbarin, Louis Barbarin und Lucien Barbarin (1905–1960) und der Kornettist William Barbarin (1907–1973).